# Португальский контингент в Ираке
Португальский контингент в Ираке — подразделение вооружённых сил Португалии, созданное в 2003 году и находившееся в составе сил многонациональной коалиции.

## История
После того, как вооружённые нападения на подразделения американских и британских войск в Ираке участились, заинтересованность военно-политического руководства США в привлечении к операции в Ираке войск других стран НАТО увеличилась. Правительство Португалии согласилось отправить в Ирак одну роту военной полиции для охраны объектов и выполнения полицейских функций.
В середине ноября 2003 года контингент из 128 сотрудников национальной гвардии на самолётах был переброшен в Кувейт, откуда на автомашинах доставлен на территорию Ирака. Изначально предполагалось, что португальцы будут нести службу в городе Эн-Насирия в составе итальянских войск, однако после атаки казармы итальянских войск в Эн-Насирии 12 ноября 2003 года (в ходе которой погибли 18 военнослужащих Италии) было принято решение разместить их в городе Басра.
5 апреля 2004 года в городе Эн-Насирия был атакован военный патруль сил международной коалиции, в результате взрыва гранаты ранения получили трое португальских полицейских и двое итальянских карабинеров.
В начале февраля 2005 года было принято решение о выводе португальского контингента из Ирака и 10 февраля 2005 года они покинули страну.
15 декабря 2011 года США объявили о победе и официальном завершении Иракской войны, однако боевые действия в стране продолжались.
В июне 2014 года боевики "Исламского государства" начали масштабное наступление на севере Ирака, после чего положение в стране осложнилось. 29 июня 2014 года на занятых ИГИЛ территориях Ирака был провозглашен халифат. 5 сентября 2014 года на саммите НАТО в Уэльсе глава государственного департамента США Джон Керри официально обратился к странам-союзникам США с призывом присоединиться к борьбе с ИГИЛ. Правительство Португалии отправило в Ирак подразделение военных инструкторов, которые начали обучение иракских военнослужащих. Изначально численность португальских военнослужащих в Ираке составляла 25 человек, в августе 2019 года она была увеличена до 30 человек, в январе 2020 года - увеличена до 34 военнослужащих (которые находились на военной базе "Besmayah" в 40 км от Багдада).
После начала эпидемии COVID-19, в марте 2020 года было принято решение вывести всех военнослужащих Португалии из Ирака.

## Результаты
Потери португальского контингента составили не менее трёх человек ранеными.
В перечисленные выше потери не включены потери «контрактников» сил коалиции (сотрудники иностранных частных военных и охранных компаний, компаний по разминированию, операторы авиатехники, а также иной гражданский персонал, действующий в Ираке с разрешения и в интересах стран коалиции). 
- по данным из открытых источников, среди погибших контрактников - по меньшей мере 1 гражданин Португалии[10]

В перечисленные выше потери не включены сведения о финансовых расходах на участие в войне.